# Фрейс, Стефан
Стефан Фрейс (фр. Stéphane Freiss; род. 22 ноября 1960, Париж, Франция) — французский актёр.

## Биография
Стефан Фрейс родился 22 ноября 1960 года. Детство провёл в Париже, он сначала изучал историю и английский язык в Университете Париж X — Нантер, но вскоре отказывается там учится, чтобы потом следовать за актёрским образованием как Ив Пиньо. В 1985 году Фрейс окончил учёбу в Высшей национальной консерватории драматического искусства и становится резидентом в Комеди Франсез.
Параллельно с работой в театре Стефан Фрейс делал первые шаги на телевидении, а в кино его первой ролью стала роль в нашумевшем фильме Давида Гамильтона «Первые желания», где его партнёршей стала тоже тогда никому не известная Эммануэль Беар. За ним последовали фильмы Аньес Варды «Без крыши, вне закона» и Пьера Жоливе «Комплекс кенгуру», после которых его стали наконец замечать.
В 1988 году Филипп де Брока пригласил Стефана Фрейс сниматься в свой фильм «Шуаны». За эту роль Стефан получил премию «Сезар» как самый перспективный молодой актёр. Благодаря этому блокбастеру «плаща и кинжала» его заметили и пригласили в похожую ленту — «Королевская шлюха» с Тимоти Далтоном и Валерией Голино и в фильм Жака Дерея «Черный лес» с Беатрис Даль.
В 1990—2000-е годы Стефан Фрейс много снимается в самых разных жанрах: от комедии «Это останется между нами» Мартана Ламотта до триллера «Племя» Ива Буассе. В это же время много работает в театре, считаясь признанной звездой театральной сцены и получает театральную премию «Мольер» за роль в пьесе Джеймса Саундерса «Было хорошо» (фр. C'était bien). Кроме того, Стефан Фрейс записывает несколько аудиокниг, в том числе поэтические произведения Андре Шедид.
В 2004 году Стефан Фрейсс исполняет главную роль в фильме Франсуа Озона «5x2» вместе с Валерией Бруни-Тедески.
В 2006 году снялся в фильме Стивена Спилберга «Мюнхен»

## Частичная фильмография
- 1984 — Первые желания / Premiers Désirs
- 1985 — Без крыши, вне закона / Sans toit ni loi
- 1986 — Комплекс кенгуру / Le Complexe du kangourou
- 1988 — Шуаны / Chouans!
- 1989 — Черный лес / Les Bois noirs
- 1990 — Тысяча и одна ночь / Les 1001 nuits
- 1990 — Королевская шлюха / La Putain du roi
- 1991 — Племя / La Tribu
- 1998 — Это останется между нами / Ça reste entre nous
- 1998 — Кларисса  /  Clarissa
- 2001 — Похищение для Бетти Фишер / Betty Fisher et autres histoires
- 2003 — Ограбление по-французски / Crime Spree
- 2004 — 5x2 / 5×2
- 2007 — Замок в Испании / Un château en Espagne
- 2006 — Ох, уж эти родители/'
- 2007 — Ох, уж этот отпуск/Bruno
- 2008 — Бобро поржаловать / Bienvenue chez les Ch’tis
- 2009 — Трезор / Trésor
- 2014 — Моя старушка / My Old Lady
- 2016 — Признание / Le confessioni